# Таллинский университет
Та́ллинский университе́т (ТЛУ) (эст. Tallinna Ülikool (TLÜ), англ. Tallinn University) — один из трёх ведущих университетов Эстонии.
Находится в столице Эстонии, городе Таллине.
Таллинский университет входит в число 5% лучших университетов мира в международном сравнении. 
В университете можно учиться на эстонском и английском языках. Для обучения открыты 116 программ обучения (43 программы бакалавриата, 59 программ магистратуры и 14 программ докторантуры, в том числе 20 программ англоязычного обучения).
С 17 мая 2021 года ректором Таллиннского университета является Тыну Вийк.

## История
ТЛУ создан в 2005 году на базе Таллинского педагогического института. История становления университета берёт начало с 15 сентября 1919 года, когда в Таллине была образована Таллинская учительская семинария.
Первым ректором ТЛУ стал Мати Хейдметс. В феврале 2011 года ректором ТЛУ избран Тийт Ланд.
Является основным центром подготовки педагогических кадров в республике. Готовит также специалистов по филологии, в том числе русской и восточной, азиатской культурологии и прикладной психологии. Обладает уникальным библиотечным фондом «Прибалтика». В ТЛУ находится часть архива известного семиотика Ю. М. Лотмана.
Таллинский университет является третьим по величине вузом Эстонии. Университет состоит из шести институтов и одного колледжа. В ТЛУ учатся около 7000 студентов. Научными исследованиями в университете занимаются 500 преподавателей и научных сотрудников, общая численность сотрудников составляет более 1000 человек.

## Академические институты
В результате структурной реформы, вступившей в силу 1 сентября 2015 года, Таллинский университет включает в себя шесть крупных институтов и один региональный колледж.
Институты
- Балтийский институт кино, медиа и искусств
- Институт цифровых технологий
- Институт педагогических наук
- Гуманитарный институт
- Институт естественных и медицинских наук
- Институт социальных наук

Колледж
- Хаапсалуский колледж